# Carin Lindskog
Katarina Erika "Carin" Nordström, tidigare Lindahl och Lindskog, ogift Sandström, född 27 oktober 1886 i Gävle, död 12 februari 1959 i Hedvig Eleonora församling i Stockholm, var en svensk författare som gav ut flera böcker under namnet Carin Lindskog.
Carin Lindskog var dotter till läkaren Ivar Sandström och Mary-Ann, ogift Göransson. Lindskog gav ut böckerna Clas på hörnet (1932), Ferdinand Tollin som stockholmsskildrare (1934), Stockholms förste epahandlare, Benjamin Leja och Fållnäs ägare och bebyggelse (båda 1939) samt Gustavsberg 1640-1940: från tegelbruk till industrisamhälle (1973).
Lindskog var gift först en period med civilingenjören Sune Lindahl (1882–1953), sedan från 1920 med redaktören Oscar Lindskog (1886–1935) och slutligen 1944 med civilingenjören Vilhelm Nordström (1883–1961).
Hennes dotter Ci Lindahl (1912–1974) gifte sig med Torgny Wickman och sedan med Åke B.V. Rydén.